# الدمام (مقر الإمارة)
محافظة الدمام أو حاضرة الدمام هي مقر إمارة المنطقة الشرقية وعاصمتها مدينة الدمام.

## السكان
بلغ عدد سكان محافظة الدمام (1,532,326) نسمة حسب تعداد السعودية 2022، عدد السعوديين (761,798) نسمة، وعدد غير السعوديين (770,528) نسمة.